# Hololena hola
Hololena hola är en spindelart som först beskrevs av Chamberlin 1928.  Hololena hola ingår i släktet Hololena och familjen trattspindlar. Inga underarter finns listade i Catalogue of Life.